# 78

## Події
- Консули Риму: Луцій Цейоній Коммод та Децім Юній Новій Пріск. Консули-суфекти Секст Віталій Непос та Квінт Артикулей Пет

- Гней Юлій Агрікола веде війну на півночі провінції Британія проти піктів та каледонців
- Пакор II — цар Парфії

## Народились
- Чжан Хен — китайський вчений, астроном, географ, картограф, поет, державний службовець часів династії Рання Хань.

## Померли
- Вологез I — правитель Парфії
- Кандіда Старша — свята з Неаполя